# La guerra santa
La guerra santa es una película mexicana de 1979 dirigida por Carlos Enrique Taboada. Está protagonizada por Jorge Luke, José Carlos Ruiz, Victor Junco y Enrique Lucero.

## Sinopsis
La acción se ubica en el México Rural de 1927 para referirse a la Guerra Cristera, pasando su enfoque a la manera en que los grupos clericales, en su lucha fanática en contra del Gobierno de Plutarco Elías Calles, manipulan a los campesinos.

## Reparto
- Jorge Luke  - Ursino Valdés
- José Carlos Ruiz  - Celso Domínguez
- Víctor Junco  - Padre Miguel
- Enrique Lucero  - Rutilio Sandoval
- Carlos Cámara  - Padre Soler
- Martha Ríos  - Felisa
- Jim Habif  - Padre Millán
- Ramiro Ramírez  - Severo
- Wally Olvera  - Juan
- Ángel Aragón  - Nabor
- Jesús Gómez Morales  - Timoteo
- Anais de Melo  - María
- César Sobrevals  - Suárez

## Producción
La película comenzó a rodarse en el marco de la cinematografía echeverrista, misma que en 1971 había empezado una reestructuración de la industria fílmica mexicana con base en la promoción exhaustiva del cine nacional, el apoyo a nuevos y jóvenes directores, y la apertura en temas hasta entonces considerados tabú. Se filmó a partir del 7 de noviembre de 1977 en los Estudios Churubusco-Azteca, con locaciones en Querétaro (Cadereyta de Montes y Tequisquiapan) y Michoacán (Charo). Sin embargo, cuando la cinta se concluyó en 1977, las autoridades del nuevo sexenio no tuvieron interés alguno en el filme, dejando la película casi dos años enlatada.

## Recepción
La película se estrenó el 5 de julio de 1979 en los cines Marina, Mixcoac, Sogem, Tlateloclo, Germán Valdés y Valle Dorado Uno, prácticamente sin promoción. La película fue criticada por construcciones débiles dramáticamente, y por actuaciones rebuscadas de sus protagonistas. A pesar de ello, la película fue alabada por su honestidad y se consideró un esfuerzo para empezar a clarificar una época histórica indispensable para comprender el presente.

## Premios
La película ganó las siguientes categorías en la XXI Entrega de los Premios Ariel:
- Premio Especial (Carlos Enrique Taboada)
- Edición (Carlos Savage)